# Herman Van Springel
Herman Van Springel (Ranst, Amberes, 14 de agosto de 1943-Grobbendonk, 25 de agosto de 2022) fue un ciclista belga, profesional entre los años 1965 y 1981, durante los cuales logró un total de 137 victorias.
Su especialidad eran las pruebas contrarreloj, aunque irónicamente perdió el Tour de Francia 1968 ante el neerlandés Jan Janssen en una etapa contrarreloj.

## Semblanza
Entre sus éxitos más importantes figuran clásicas de un día de importancia internacional como el Giro de Lombardía (1968, 2.º en 1969, 4.º en 1973, 5.º en 1970), la París-Tours y el Campeonato de Zúrich. También fue campeón nacional de ruta en 1971 (2.º en 1970) y ganó el Gran Premio de las Naciones en 1969 y 1970 (3.º en 1968). Obtuvo también algunos buenos resultados en otras carreras, siendo 2.º en la París-Roubaix en 1968 y 1971 y 3.º en la Milán-San Remo (1966), la Lieja-Bastoña-Lieja (1972) y Amstel Gold Race (1973). Fue 2.º en el Campeonato del mundo de fondo en carretera en 1968 y 6.º en 1974. Es el ciclista que más veces ha ganado la clásica Burdeos-París, en un total de siete ocasiones, lo que le valió el mote de Monsieur Bordeaux-Paris.
Logró triunfos parciales en carreras cortas por etapas de cierto renombre como la Volta a Cataluña y la Vuelta a Suiza. También fue 3.º del Dauphiné Libéré en 1970 y 4.º de la París-Niza en 1969.
En el Tour de Francia alcanzó un total de cinco victorias de etapa y la clasificación por puntos en 1973. Su mejor resultado fue el 2.º puesto logrado en 1968. También fue 6.º en 1966 y 1973, y 10.º en 1974.
Fue 2.º en el Giro de Italia 1971 y 3.º en la Vuelta a España 1970.

## Palmarés
| 1966 - Gante-Wevelgem - 1 etapa de la Dauphiné Libéré - Grand Prix Jef Scherens - Halle-Ingooigem - Flèche Hesbignonne 1967 - 1 etapa del Tour de Francia - Flèche Hesbignonne 1968 - Giro de Lombardía - Het Volk - 1 etapa del Tour de Francia - 1 etapa de la Vuelta a Suiza - 2.º en el Campeonato Mundial en Ruta - Super Prestige Pernod International 1969 - París-Tours - À travers Lausanne - GP de las Naciones - 2 etapas del Tour de Francia - 3 etapas de la Vuelta a Suiza - Trofeo Baracchi 1970 - Burdeos-París - GP de las naciones - 2.º en el Campeonato de Bélgica en Ruta - Flecha Brabançona - Schaal Sels - 2.º en el Super Prestige Pernod International - Premio de Heist-op-den-Berg 1971 - Campeonato de Bélgica en Ruta - Campeonato de Zúrich - 1 etapa del Tour de Francia - Nokere Koerse | 1972 - Gran Premio de la Villa de Zottegem 1973 - Clasificación por puntos del Tour de Francia - 1 etapa de la Vuelta a Suiza - 1 etapa de la Volta a Cataluña 1974 - Burdeos-París - Flecha Brabançona - E3-Prijs Harelbeke - Boucles de l'Aulne 1975 - Burdeos-París 1976 - G.P. de Wallonie - Premio Nacional de Clausura 1977 - Burdeos-París - 1 etapa de la París-Niza 1978 - Burdeos-París - Le Samyn - Circuito de Houtland 1980 - Burdeos-París 1981 - Burdeos-París |

## Resultados
Durante su carrera deportiva consiguió los siguientes puestos en Grandes Vueltas y carreras de un día:

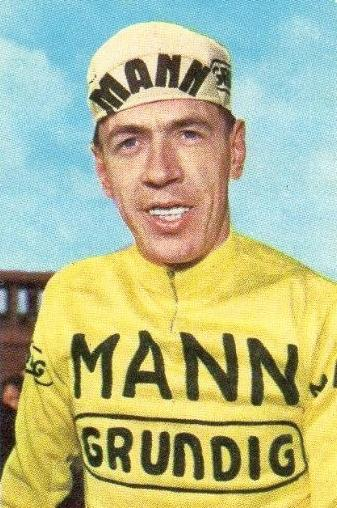
Herman Van Springel en 1970.

### Grandes Vueltas
| Carrera | Carrera         | 1964 | 1965 | 1966 | 1967 | 1968 | 1969 | 1970 | 1971 | 1972 | 1973 | 1974 | 1975 | 1976 | 1977 | 1978 | 1979 | 1980 | 1981 |
| ------- | --------------- | ---- | ---- | ---- | ---- | ---- | ---- | ---- | ---- | ---- | ---- | ---- | ---- | ---- | ---- | ---- | ---- | ---- | ---- |
|         | Giro de Italia  | —    | —    | —    | —    | —    | —    | —    | 2.º  | —    | —    | —    | —    | —    | —    | —    | —    | —    | —    |
|         | Tour de Francia | —    | —    | 6.º  | 24.º | 2.º  | 18.º | Ab.  | 14.º | —    | 6.º  | 10.º | 31.º | Ab.  | —    | —    | —    | —    | —    |
|         | Vuelta a España | —    | —    | —    | —    | —    | —    | 3.º  | —    | —    | 11.º | —    | —    | 29.º | —    | —    | —    | —    | —    |

### Clásicas, Campeonatos y JJ. OO.
| Carrera                | Carrera                | 1964 | 1965 | 1966 | 1967 | 1968 | 1969 | 1970 | 1971 | 1972  | 1973 | 1974 | 1975 | 1976 | 1977 | 1978 | 1979 | 1980 | 1981 |
| ---------------------- | ---------------------- | ---- | ---- | ---- | ---- | ---- | ---- | ---- | ---- | ----- | ---- | ---- | ---- | ---- | ---- | ---- | ---- | ---- | ---- |
| Omloop Het Nieuwsblad  | Omloop Het Nieuwsblad  | —    | —    | 6.º  | 71.º | 1.º  | 11.º | 18.º | 42.º | —     | 6.º  | —    | —    | —    | 12.º | 18.º | 13.º | —    | —    |
| Kuurne-Bruselas-Kuurne | Kuurne-Bruselas-Kuurne | —    | —    | —    | 48.º | 13.º | —    | 14.º | —    | —     | —    | —    | —    | —    | —    | —    | 4.º  | —    | —    |
|                        | Milán-San Remo         | —    | —    | 3.º  | 26.º | —    | 44.º | 92.º | —    | —     | 57.º | 26.º | —    | —    | 49.º | 26.º | 26.º | —    | —    |
| Gante-Wevelgem         | Gante-Wevelgem         | —    | —    | 1.º  | 5.º  | 7.º  | 37.º | —    | 55.º | 13.º  | —    | 15.º | —    | —    | 37.º | —    | 24.º | 41.º | 27.º |
|                        | Tour de Flandes        | —    | —    | —    | 8.º  | 69.º | —    | 24.º | 55.º | 9.º   | 8.º  | 18.º | —    | 29.º | —    | 6.º  | —    | —    | 15.º |
| Scheldeprijs           | Scheldeprijs           | —    | —    | —    | 44.º | —    | —    | 30.º | —    | 2.º   | —    | 32.º | —    | —    | —    | —    | 15.º | —    | —    |
|                        | París-Roubaix          | —    | —    | —    | 18.º | 2.º  | —    | —    | 2.º  | 19.º  | 8.º  | 8.º  | 25.º | —    | 9.º  | 8.º  | —    | 13.º | —    |
| Flecha Brabanzona      | Flecha Brabanzona      | —    | —    | —    | —    | 9.º  | 19.º | 1.º  | 5.º  | 2.º   | 3.º  | 1.º  | —    | —    | 6.º  | 2.º  | 12.º | 27.º | —    |
| Amstel Gold Race       | Amstel Gold Race       | —    | —    | —    | —    | —    | —    | —    | 5.º  | —     | 3.º  | 10.º | —    | —    | 12.º | —    | —    | —    | —    |
| Flecha Valona          | Flecha Valona          | —    | —    | —    | 18.º | 8.º  | 8.º  | —    | 6.º  | 13.º  | 10.º | 6.º  | 32.º | 6.º  | 3.º  | 15.º | 11.º | 12.º | 16.º |
|                        | Lieja-Bastoña-Lieja    | —    | —    | —    | 8.º  | 5.º  | 9.º  | 6.º  | —    | 3.º   | 11.º | —    | 17.º | 9.º  | 12.º | 5.º  | 9.º  | 7.º  | —    |
| Campeonato de Zúrich   | Campeonato de Zúrich   | —    | —    | —    | —    | 12.º | 42.º | —    | 1.º  | 14.º  | —    | 5.º  | 7.º  | —    | 14.º | —    | —    | 13.º | —    |
| París-Tours            | París-Tours            | —    | 32.º | 29.º | 93.º | —    | 1.º  | —    | 45.º | 104.º | 8.º  | —    | 69.º | —    | —    | —    | —    | —    | —    |
|                        | Giro de Lombardía      | —    | —    | 15.º | —    | 1.º  | 2.º  | 5.º  | 12.º | —     | 3.º  | 16.º | —    | —    | —    | —    | —    | —    | —    |
| Mundial en Ruta        | Mundial en Ruta        | —    | —    | Ab.  | —    | 2.º  | 23.º | 59.º | 51.º | —     | 8.º  | 6.º  | —    | —    | —    | 8.º  | Ab.  | Ab.  | Ab.  |
| Bélgica en Ruta        | Bélgica en Ruta        | —    | —    | 22.º | 43.º | 7.º  | —    | 2.º  | 1.º  | 8.º   | 5.º  | 34.º | 11.º | —    | 4.º  | 6.º  | 8.º  | 13.º | 8.º  |

 —: No participa

Ab.: Abandona

X: Ediciones no celebradas